# Вягягейккіля (Турку)
Вягягейккіля (фін. Vähäheikkilä швед. Lillheikkilä — один з центральних районів міста Турку, що входить до Центрального територіального округу (частково входить і до округу Сканссі-Уіттамо). 

## Географічне положення
Район розташований на південь від центральної частини міста, між IV районом — Мартті і районом Пуйстомякі . 

## Населення
У 2004 населення району становило 1153 осіб, з яких діти молодше 15 років становили 18,82 %, а старше 65 років — 15,00 %. Фінською мовою як рідною володіли 91,41 %, шведською — 6,50 %, а іншими мовами — 2,08 % населення району. 